# Alucita ithycypha
Alucita ithycypha är en fjärilsart som beskrevs av Edward Meyrick 1927. Alucita ithycypha ingår i släktet Alucita och familjen mångfliksmott, (Alucitidae). Inga underarter finns listade i Catalogue of Life.